# Godsmack
I Godsmack sono un gruppo alternative metal statunitense, formatosi nel 1996 a Lawrence, Massachusetts. Hanno venduto, tra singoli e album, oltre 17 milioni di copie in tutto il mondo.

## Storia

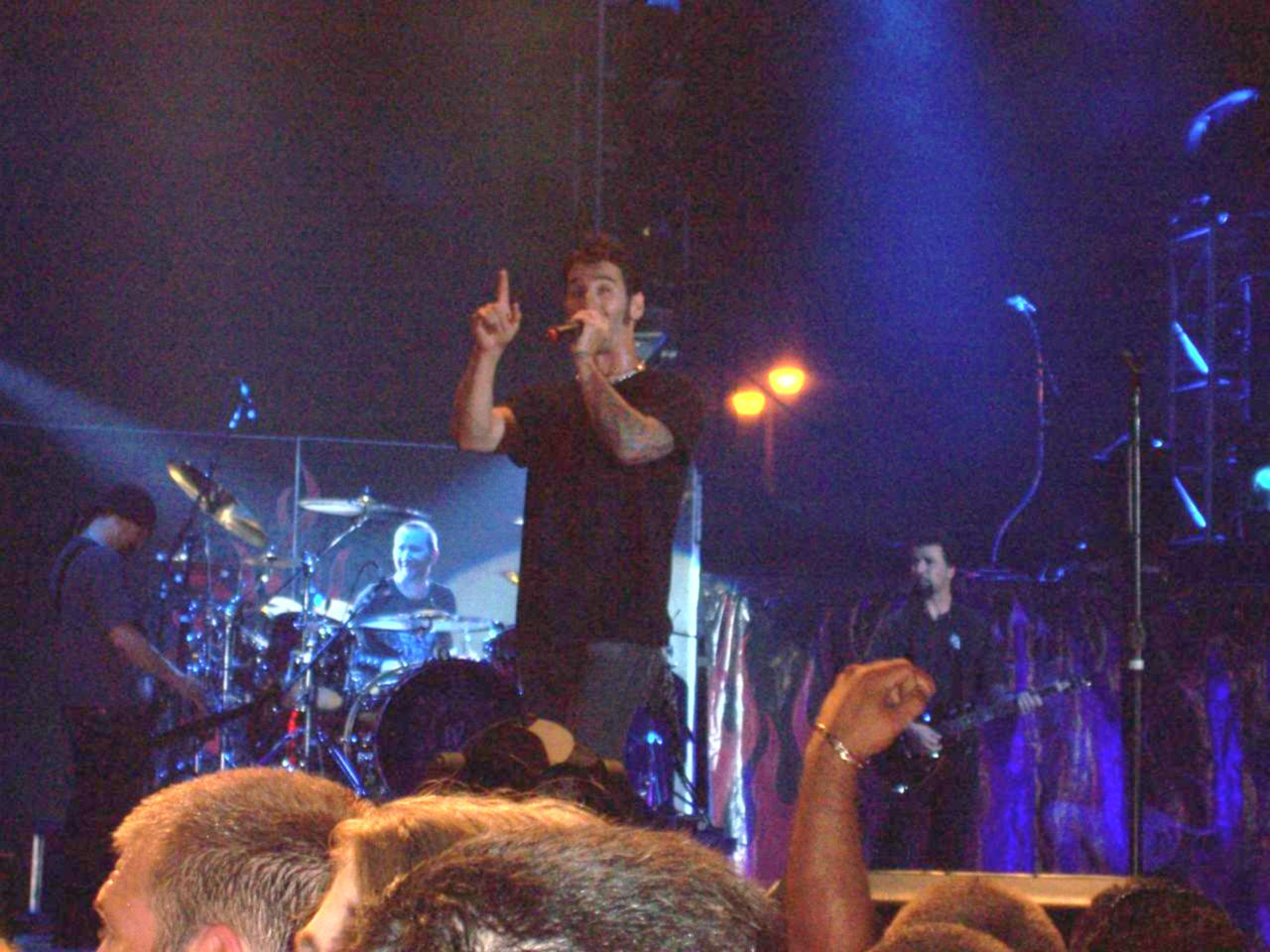
I Godsmack al Northerly Island Pavilion nel 2007

### Gli inizi (1995-1998)
La storia del gruppo inizia nel 1995, quando si divide il gruppo di Sully Erna, gli Strip Mind. Nello stesso anno, pubblicano il loro primo EP All Wound Up con Lee Richards alla chitarra che abbandonerà la band poiché in dovere legale di accudire un figlio di 6 anni di cui non sapeva essere il padre.
Dopo un ennesimo fallimento, Sully restò tanto demoralizzato da convincersi ad abbandonare la carriera di musicista. Trovò un lavoro, un buon affitto e comprò un'auto, ma quella vita non faceva per lui, lo annoiava. In questa avventura lo aiutò la Wicca, di cui è un grande appassionato e cultore.
Sully si unì allora al batterista Thomas Stewart, vecchio amico dagli anni novanta, ex-batterista dei Lillian Axe, trovatosi spesso a salire sul palco con gli Strip Mind. Successivamente si aggiunsero il chitarrista Tony Rombola e il bassista Robbie Merrill: i Godsmack erano nati.
Sebbene si possa pensare che il nome derivi dall'omonimo brano degli Alice in Chains in realtà è stato scelto dopo un curioso avvenimento che vedeva protagonisti Sully ed il chitarrista Tony. Sully stava prendendo in giro il batterista Tommy Stewart poiché presentava una grossa infiammazione al labbro (Herpes Labialis), esattamente quando di lì a poco i quattro avrebbero dovuto posare per un set fotografico. Il giorno dopo Sully stesso prese la medesima infiammazione al labbro di Tommy Stewart, suscitando le ilarità del chitarrista Tony che esclamò divertito «You've been god-smacked!».

### Il successo degli Anni Duemila (2000-2007)
Dopo la pubblicazione del loro omonimo album d'esordio nel 1998, i Godsmack pubblicano altri due album che li consacrano a livello mondiale, Awake (2000) e Faceless (2003). Da Awake vennero prese Sick of a Life e Awake come support-soundtrack della campagna pubblicitaria dei Marines statunitensi. Da Faceless invece vennero estratte I Stand Alone e Straight Out of Line al fine di essere inserite nella colonna sonora del videogioco Prince of Persia: Spirito guerriero. La prima si può ascoltare nel filmato iniziale del gioco e nei momenti di fuga dal Dahaka, la seconda durante i titoli di coda. 
Nel 2006 pubblicano il loro quarto album in studio, IV.
Nel 2007 la band prese una pausa, pubblicando un greatest hits intitolato Good Times, Bad Times... Ten Years of Godsmack, nel quale venne inserita anche una cover del brano Good Times, Bad Times dei Led Zeppelin.

### Pausa e ripartenza (2008-2013)
Nel 2008 ripresero la loro attività con una serie di concerti in giro per gli Stati Uniti, mentre i fan attendevano il nuovo album, che, realizzato nel corso del 2009, è poi uscito il 4 maggio 2010 con il titolo The Oracle. Dopo la pubblicazione di quest'album, la band ha una nuova pausa e pubblica un album di cover dal vivo chiamato Live and Inspired contenente tracce tra le quali Come Together dei The Beatles e Nothing Else Matters dei Metallica.
I componenti iniziano a scrivere il loro sesto album in studio 1000hp nel 2013, pubblicato poi il 6 Agosto 2014. Per il successo della band in tutto il mondo e per celebrare l'uscita dell'album, il 6 agosto a Boston si celebra il "Godsmack Day".
Ad agosto 2016, annunciano, tramite un post su Facebook, l'inizio della scrittura di un nuovo album da gennaio 2017.

### La separazione della line-up storica (2023-attuale)
Nell'aprile 2025 la band ufficializza la separazione di due membri storici, ovverosia Rombola e Larkin, per ragioni legate al desiderio di questi di prendersi una pausa a tempo indeterminato dalle attività dal vivo del gruppo, specificando comunque l'intenzione di continuare con due nuovi sostituti. In forma non ufficiale, l'abbandono dei due membri era stato in precedenza confermato da Larkin via Facebook, in un video poi cancellato.

## Stile ed influenze
Il timbro di Sully Erna (voce) è simile a quello di Layne Staley, cantante degli Alice in Chains (del quale Sully cattura lo stile melodico in alcune liriche) e di James Hetfield, voce e chitarra dei Metallica.
Shannon Larkin, Robbie Merrill e Tony Rombola si ispirano da band come Led Zeppelin, Rush, Metallica, Pantera, Alice In Chains e Black Sabbath.

## Formazione

### Formazione attuale
- Sully Erna - voce, chitarra (1995-presente)
- Robbie Merrill - basso, cori (1995-presente)
- Tony Rombola - chitarra, cori (1996-presente)
- Shannon Larkin - batteria (2002-presente)

### Ex componenti
- Lee Richards - chitarra (1996-1997)
- Tommy Stewart - batteria (1997-2002)
- Joe D'arco - batteria (1996-1997)

## Discografia

### Album in studio
- 1998 – Godsmack
- 2000 – Awake
- 2003 – Faceless
- 2006 – IV
- 2010 – The Oracle
- 2014 – 1000hp
- 2018 – When Legends Rise
- 2023 – Lighting Up the Sky

### Raccolte
- 2007 – Good Times, Bad Times... Ten Years of Godsmack

### EP
- 2004 – The Other Side

### Singoli
| Anno | Titolo               | Posizione massima | Posizione massima | Posizione massima | Album          |
| Anno | Titolo               | US                | US Alt.           | US Main.          | Album          |
| ---- | -------------------- | ----------------- | ----------------- | ----------------- | -------------- |
| 1998 | Whatever             | —                 | 19                | 7                 | Godsmack       |
| 1999 | Keep Away            | —                 | 31                | 5                 | Godsmack       |
| 1999 | Voodoo               | —                 | 6                 | 5                 | Godsmack       |
| 2000 | Bad Religion         | —                 | 32                | 8                 | Godsmack       |
| 2000 | Awake                | —                 | 12                | 1                 | Awake          |
| 2001 | Bad Magick           | —                 | 28                | 12                | Awake          |
| 2001 | Greed                | —                 | 28                | 3                 | Awake          |
| 2002 | I Stand Alone        | —                 | 20                | 1                 | Faceless       |
| 2003 | Straight Out of Line | 73                | 9                 | 1                 | Faceless       |
| 2003 | Serenity             | —                 | 10                | 7                 | Faceless       |
| 2004 | Re-Align             | —                 | 28                | 3                 | Faceless       |
| 2004 | Running Blind        | —                 | 14                | 3                 | The Other Side |
| 2004 | Touché               | —                 | 33                | 7                 | The Other Side |
| 2006 | Speak                | 85                | 10                | 1                 | IV             |
| 2006 | Shine Down           | —                 | 31                | 4                 | IV             |
| 2009 | Whiskey Hangover     | —                 | —                 | 4                 | The Oracle     |
| 2010 | Cryin' Like A Bitch  | —                 | —                 | —                 | The Oracle     |

### Partecipazioni
- 1999 – AA.VV. Woodstock 1999
- 2000 – AA.VV. Nativity in Black